# 东段景遗址
东段景遗址，位于中國山西省忻州市代县聂营镇东段景村东南100米处，是中华人民共和国山西省文物保护单位之一。
1986年8月18日，授予山西省文物保护单位，是一座古遗址。